# Uapití de Tule
El uapití de Tule (Cervus canadensis nannodes) és una subespècie de uapití que només viu als herbassars i aiguamolls de Califòrnia. És l'espècie de uapití americà més petita, amb un pes mitjà de 205-225 kg en els mascles adults i 170-192 kg en les femelles adultes. Les cries s'assemblen als cérvols femella, amb el pelatge marró amb taques blanques. Quan arribaren els europeus, mig milió de uapitís de Tule vivien a aquesta regió, però el 1895, la pèrdua d'hàbitat i la caça n'havien reduït la població a només 28 individus. A la dècada del 1970 s'implementaren mesures ecologistes per protegir l'espècie. Actualment n'hi ha més de 4.000 individus salvatges.